# سيمور نصيروف
سيمور بن راحم نصيروف (1976) وباللغة الأذربيجانية، Dr. Seymur Nəsirov، أستاذ بكلية الآداب جامعة القاهرة ورئيس الجالية الأذربيجانية في مصر.

## الحياة الشخصية
وُلِدَ سَيْمُور نَصِيرُوف عام 1976 في قرية شُووي بمنطقة آسطرا، متزوج وله ولدان. 

## المؤهلات العلمية
- حاصل على الشهادة الثانوية من مدرسة قرية شُووِي منطقة أسطرا 1994م.
- حاصل على الشهادة الجامعية (الليسانس) في الدراسات الإسلامية والعربية، والترجمة من العربية إلى الآذرية، ومن الآذرية إلى العربية من جامعة باكو الإسلامية 1998م.
- سافر إلى مصر بدعوة رسمية من الأزهر الشريف سنة 1995م لمواصلة دراسته فيها ضمن 36 طالبا من جمهورية أذربيجان.
- حاصل على الشهادة الجامعية (الليسانس) من كلية الدراسات الإسلامية والعربية جامعة الأزهر بنين القاهرة 2002م.
- حاصل على الإجازة العلمية في الإفتاء الشرعي من دار الإفتاء المصرية 2006م. وهو أول طالب حصل على الإجازة في الإفتاء الشرعي بين طلاب دول الاتحاد السوفييتي من دار الإفتاء المصرية.
- حاصل على شهادة الماجستير في اللغة العربية وآدابها تحت الإشراف والمناقشة من كبار أساتذة جامعة الأزهر سنة 2011م.
- حاصل على شهادة الدكتوراه في اللغة العربية وآدابها تحت الإشراف والمناقشة من كبار أساتذة جامعة الأزهر سنة 2020م.
- حاصل على إجازات عديدة في العلوم الإسلامية والعربية من المشايخ وعلى رأسهم فضيلة الشيخ الأستاذ الدكتور على جمعة في أروقة جامع الأزهر الشريف.
- هو مؤلف كتاب «تراجم أذربيجانية في المصادر العربية» نشر سنة 2011م.
- ألف كتاب «جهود علماء أذربيجان في خدمة العلوم العربية» 2022م مطبعة دار السلام.
- نشر له مقالات علمية وثقافية عديدة في الصحف والمجلات باللغتين العربية والأذربيجانية، وشارك في العديد من المؤتمرات الدولية، والندوات، والبرنامج الإذاعية والتليفزيونية، في مصر وخارجها،  وألقى محاضرات، ويظهر بكثافة في المواقع الإخبارية الأذربيجانية والعربية.[2]

## الخبرة العملية
- معظم ما يقوم به على سبيل التطوع.
- المشرف العام على بيت الطلبة الوافدين بجمعية قوافل الخير والأمل منذ 2008م.
- المشرف العام على بيت الطلبة الوافدين بمؤسسة مصر الخير منذ سنة 2012م.
- أستاذ زائر للغة الأذربيجانية في كلية الآداب جامعة القاهرة منذ 2017م.[3]
- انتُخِبَ رئيسا للجالية الأذربيجانية في مصر منذ 2017م.
- تم اختياره منسقا لجمعيتي الصداقة البرلمانية بين مصر وأذربيجان سنة 2018م.[4]
- عضو مؤسس ورئيس مجلس إدارة جمعية الصداقة المصرية الأذربيجانية منذ سنة 2019م.
- تخرج تحت إشرافه منذ عام 2003م الآلاف من الطلاب الوافدين من أكثر 75 جنسية.
- عين مستشارا للعلاقات الخارجية للأمانة العامة لدور وهيئات الإفتاء في العالم منذ سنة 2020م.[5]

## بعض التكريمات
- حاصل على شهادة تقدير خاص من اتحاد الطلاب العرب بجامعة الأزهر الشريف، وذلك تقديرا لمجهوداته الكبيرة في خدمة طلاب العلم أكثر من عشرين عاما سنة 2023م.
- حاصل على ميدالية «الترقي» بقرار رئيس جمهورية أذربيجان لخدماته الفعالة في توطيد العلاقة بين الشعوب، والجالية الأذربيجانية 2017م.[6]
- حاصل على ميدالية وزارة التعليم العالي المصري لمساهماته الفعالة لتوطيد العلاقات العلمية والثقافية بين مصر وأذربيجان 2018م.[7]
- حاصل على درع نقابة الأشراف في جمهورية مصر العربية لمساهماته في توطيد العلاقة بين مصر وأذربيجان 2019م.[8]
- حاصل على شهادة تقدير من سفارة جمهورية أوزبكستان بالقاهرة لخدماته للجالية الأوزبكية في مصر2019م.
- حاصل على شهادة تقدير من كلية اللغات والترجمة جامعة الأزهر لمساهماته في توطيد العلاقة بين مصر وأذربيجان.
- حاصل على ميدالية «الجالية» -التي أسست بقرار رئيس جمهورية أذربيجان ويمنحها رئيس لجنة الدولة لشئون الجالية الاذربيجانية- لخدماته الفعالة في توطيد العلاقة بين الشعوب، والجالية الأذربيجانية 2020م.[9][10][11][12][13][14][15]